# اوربو وارمان
اوربو وارمان (استونیایی: Urbo Vaarmann؛ زادهٔ ۶ ژانویهٔ ۱۹۷۷) سیاستمدار و نماینده سابق مجلس اهل استونی است.